# Chloroclystis ishigakiensis
Chloroclystis ishigakiensis är en fjärilsart som beskrevs av Inoue 1971. Chloroclystis ishigakiensis ingår i släktet Chloroclystis och familjen mätare. Inga underarter finns listade i Catalogue of Life.